# Vahšski greben
Vahšski greben (rus. Вахшский хребет; tadž. қаторкӯҳи Вахш; uzb. Vaxsh tizmasi) je planinski lanac u Tadžikistanu koji čini sjeverozapadnu granicu pokrajine Hatlon s okrugom pod jurisdikcijom središnje vlasti. Proteže se u dužini od oko 80 km duž lijeve obale u srednjem toku rijeke Vahš. Najviši vrh se nalazi na 3141 m/nm. Rijeka Kizilsu izvire na njegovim južnim padinama.
Sastoji se od pješčenjaka, vapnenca i gline. Biljni pokrov je polupustinja i stepa.